# Fondu
Pour les articles homonymes, voir Fondu au noir.
Ne doit pas être confondu avec Fondu sonore.
Pour l’article ayant un titre homophone, voir Fondue.
Un fondu image est une technique d'enchaînement, une marque de ponctuation, entre deux situations ou flux d’informations, en l’occurrence, vidéos et/ou sonores. Entre deux images, plans ou séquences (d'un état 1 vers un état 2), la transition s'opère quand l'image 1 disparaît progressivement au profit de l'image 2. Quand une image se fond progressivement dans une autre le fondu se nomme : fondu enchaîné ou fondus enchaînés. Quand le fondu laisse progressivement la place au noir complet, il s'appelle fondu au noir. L'inverse s'appelle fondu au blanc. La durée de ces transitions est variable, mais relativement courte.

## Les différents types de fondus à l'image
Il existe plusieurs types de fondus à l'image.
Le fondu au noir peut être une fermeture (la scène s'assombrit progressivement jusqu'à ce que l'écran devienne entièrement noir) ou une ouverture au noir (d'un fond noir, l'image apparaît progressivement). Les deux peuvent se suivre. Le fondu peut aussi se faire au blanc : l'image devient blanche au lieu de noire.
Le fondu enchaîné est utilisé au cinéma dans le but d'obtenir un raccord progressif entre deux plans qui se superposent. Il s'agit donc d'une technique de transition qui n'a rien à voir avec le raccord dit « cut » obtenu au montage.
Techniquement, il consiste à superposer deux prises de vues durant un laps de temps, en diminuant la luminosité de la première tout en augmentant celle de la seconde. Le passage d'un plan à l'autre se fait alors de manière progressive. Dans certains cas, il peut servir à relier deux situations, deux personnages (un visage remplace un autre), deux cadres. Le fondu enchaîné peut être réalisé durant le tournage, en prise de vue réelle, pour un enchaînement entre deux scènes (méthode historique) ou au montage.
Il est également utilisé en cinéma d'animation, lorsque l'on veut réduire le nombre d'images prises tout en évitant une trop grande saccade dans le mouvement. Une image d'un plan remplace progressivement l'image d'un autre plan.
Le cinéma anglo-saxon et principalement américain, utilise une technique de séquences qui consiste en une suite de fondus enchaînés lents (plus d'une seconde) et rythmés par une musique mais sans le son se rapportant aux images (plans) successives. Dans le jargon des réalisateurs américains, ce genre de séquence est dénommé « Le Montage ». Kubrick en est un des Maîtres.[réf. nécessaire]
Le soft cut, littéralement : coupe douce. Il est utilisé pour adoucir une transition entre deux plans, c'est un fondu enchaîné très court, presque invisible pour le spectateur, d'une durée allant d'approximativement de quatre à huit images. Cette technique a souvent pour but de faire passer un raccord cut peu convaincant ; il est aussi utilisé pour les interviews afin d’adoucir le jump cut inévitable au montage.

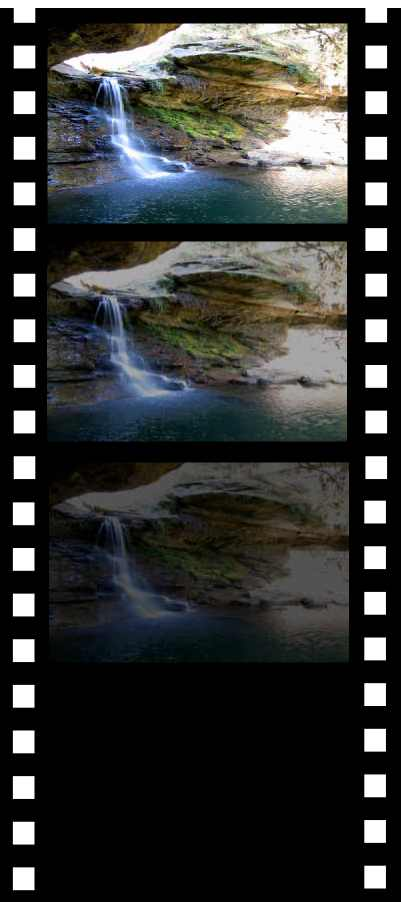
Fondu au noir
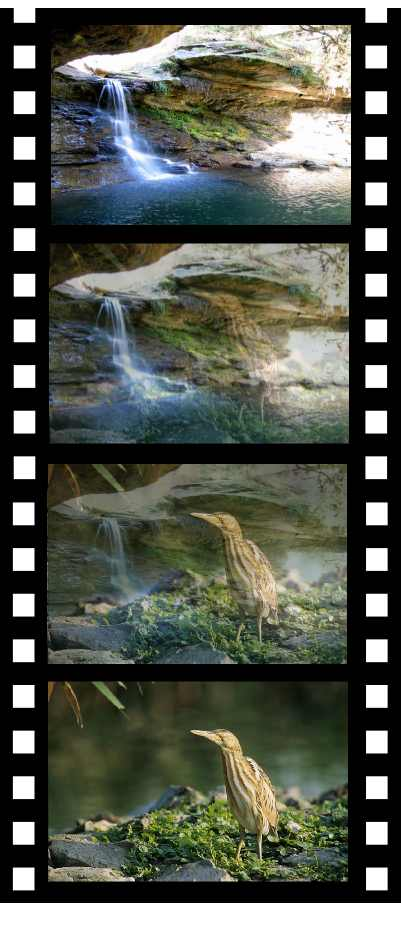
Fondu enchaîné
- Fondu enchaîné entre deux plans.

Après le premier fondu au noir (fondu de fermeture), la scène suivante peut commencer d'un écran noir et s'éclaircir jusqu'à être normalement visible (fondu d'ouverture) ou commencer « cut » (sans fondu) ou autrement.

## Histoire des fondus visuels
Le fondu enchaîné appartient à la grammaire cinématographique et entre dans la famille des effets spéciaux (ou effets visuels pour l'image) ; il est utilisé dès l'apparition du cinématographe par Georges Méliès ; celui-ci remplaçait fréquemment un personnage par un autre ou un objet par un autre pour simuler une transformation. Il avait remarqué que l'effet était plus saisissant si l'on filmait le plan, que l'on rembobinait un peu la pellicule et que l'on supprimait la fin  du plan avec le début du suivant (à l'écran, on avait alors l'illusion qu'il s'agissait d'un seul plan).
Le procédé le plus simple consistait à utiliser une pièce de feutre ou de soie noire que l’opérateur amenait délicatement devant l’objectif, au plus près de la lentille frontale, là où l’image d’un objet est obligatoirement floue. Sans être photographié, le tissu obscurcissait l’image qui devenait noire lorsqu’il recouvrait entièrement l’objectif. C’était ce qu'on appelle depuis le fondu au noir, désigné aussi comme fondu de fermeture. Le contraire s’obtenait de la même façon, cette fois en retirant le tissu. C’était le fondu d’ouverture. En opérant un fondu de fermeture pour finir un « tableau » (un plan), en remontant le film – non encore développé – d’une ou de deux dizaines de photogrammes, en prenant soin de bien boucher l’objectif, Georges Méliès pouvait exécuter un fondu enchaîné, ou enchaîné, en filmant un autre « tableau » qu’il débutait par un fondu d’ouverture. En fait, après avoir mis au point cette technique, Georges Méliès obtint ce trucage au moment du tirage des copies, pour faciliter l’opération.
À la fin des années 1950 et au début des années 1960, le procédé intéresse peu les cinéastes de la Nouvelle Vague. Il est cher, dans une économie qui se veut légère, il semble appartenir à la Qualité française avec laquelle les nouveaux réalisateurs veulent rompre, et sa fluidité s'oppose à la discontinuité qui est la marque de la narration de ces nouveaux films. L'idée qui s'impose est qu'il est possible de couper où l'on veut « tant que la cohérence émotionnelle [est] maintenue. » L'un des rares cas d'utilisation est le film de Jean-Luc Godard Vivre sa vie, où les lents fondus au noir qui ponctuent les chapitres sont comme « l'accentuation de ruptures lentes et fatales » et non l'idée d'une liaison entre les plans. Un autre cas est celui de du film Hiroshima mon amour d'Alain Resnais. Il a déclaré qu'il se sentait fier, jusqu'alors, de n'utiliser aucun trucage, mais qu'il a souhaité le faire sur ce film, ne voulant s'enfermer dans aucune règle ni s'interdire quoi que ce soit.
Dans le même esprit, en 1995, Martin Scorsese et sa monteuse Thelma Schoonmaker trouvent une façon différente d'utiliser le fondu de ce qu'ils connaissaient jusqu'alors. Influencés par la Nouvelle Vague qui a « prouvé qu'on pouvait couper là où ça ne se faisait pas d'habitude » ils étaient jusqu'alors hostiles au fondu, notamment dans son utilisation classique (passage du temps). Ils expérimentent pour la première fois, sur le film Casino, le montage non linéaire, qui leur permet de voir immédiatement le fondu au lieu d'attendre qu'il soit produit par le laboratoire comme lorsqu'un film est monté sur pellicule. Trouvant certains mouvements de caméra trop longs (par exemple des travellings), Scorsese et sa monteuse commencent à faire des fondus à l'intérieur de ces mouvements. Le premier essai est tenté dans la scène où le personnage incarné par Robert De Niro regarde des joueurs japonais. Un fondu a été fait au milieu du travelling avant sur lui permettant à la fumée de sa cigarette qui sort de sa bouche d'arriver sur le fondu. Jugeant cet effet réussi, le réalisateur et sa monteuse l'ont répété dans le film afin d'en faire une figure de style.
Avec le développement de la vidéo, le fondu fera son retour, que certains jugent « envahissant », menant parfois à « une bouillie fade ». En effet, le fondu y est si simple qu'il en devient extrêmement courant. En 1993, Jean Douchet estime que le procédé abonde dans les clips et les films publicitaires.
En 1992, le critique de cinéma Serge Daney fustige dans son dernier article les fondus enchaînés du clip de la chanson caritative We Are the World. Ce clip alterne en fondus enchaînés les images des chanteurs célèbres qui enregistrent la chanson et des photos d'enfants africains faméliques représentant les enfants au profit desquels le morceau a été produit. Serge Daney juge qu'en entremêlant « langoureusement » ces images de riches et de pauvres, de stars et de « squelettes vivants », les fondus font que ces deux types d'images n'en font plus qu'un et que les riches remplacent et effacent les pauvres.

## Utilisation et symbolique des fondus visuels
Jean Douchet estime que le fondu est issu du « phénomène sur lequel est fondé le cinéma : celui de la rémanence ou persistance des images visuelles. »

Douchet juge qu'à l'inverse Orson Welles a utilisé les fondus enchaînés en cherchant à lutter contre cette idée de fluidité et de disparition de la collure, voyant ses fondus comme une lutte entre deux images basé sur l'idée de rémanence, marquant le conflit entre ce qui vient (« l'action ») et ce qui s'en va (« la contemplation ») : 

« L'image qui naît l'emporte sur l'image 1 qui se meurt, mais celle-ci n'en finit pas de disparaître si bien qu'on ne sait plus si la 2 est victorieuse ou si au contraire elle n'est pas impressionnée (surimpressionnée) par la 1 qui la marque et la détruit complètement. »

Il cite en exemple les fondus de Citizen Kane et, un de ceux qu'il trouve les plus beaux, celui de l'arrivée au bal dans La Splendeur des Amberson. C'est la même idée qui est mise en œuvre dans le film d'Alfred Hitchcock La Mort aux trousses, lorsqu'on passe de la comédienne Eva Marie Saint, restée à la gare, au champ de maïs de la séquence de l'avion, alors qu'elle sait (ce que le spectateur ignore) qu'elle a envoyé le héros du film dans un piège. Son image reste longtemps en surimpression sur celle du champ de maïs, que l'on découvre.
Le fondu est souvent utilisé dans le traitement du temps : il marque l'ellipse, le passage d'une période à une autre, il indique aussi le flashback. En revanche on l'utilise rarement pour les flashforwards, « comme si la chose du futur devait nécessairement survenir de façon abrupte. » Il y a longtemps eu une certaine codification du temps ellipsé par un fondu enchaîné ou au noir : un fondu enchaîné représente un laps de temps assez court tandis que le fondu au noir indique une période plus longue. C'est le cas dans La Mouche après que le personnage principal a été victime de son expérience de « téléportation » qui tourne mal. « Un gros plan sur son visage montre son angoisse qui succède à l’euphorie de ce qu’il croyait être le couronnement de sa vie de chercheur. Ce plan se termine en fondu au noir. L’écran reste noir pendant plusieurs secondes, le plan suivant commence en fondu d’ouverture, du temps s’est écoulé, trois semaines, le temps nécessaire à la mutation du savant en homme-insecte. »
Un futur annoncé par un fondu est plutôt de l'ordre du songe, du souhait, de l'évocation comme on le voit par exemple chez Charlie Chaplin. Ainsi, lorsque le Français Ferdinand Zecca tourne en 1901 Rêve et Réalité, une reprise d’un film de George Albert Smith, Let Me Dream Again (Laissez-moi rêver encore), réalisé en 1900, les deux réalisateurs ont choisi deux façons différentes de notifier aux spectateurs que le vieux beau qui se rêve dans les bras d’une bien plus jeune femme, ne fait que rêver et retrouve pitoyablement la réalité aux côtés de son épouse qui est comme lui une personne âgée. Le Britannique innove en reliant ses deux plans par un passage au flou. « Le premier plan se termine en devenant flou (out of focus) et le second commence en flou suivi d’une mise au point (in focus). Les deux flous marquent la transition entre le rêve et la réalité. » Le Français lui préfère une transition par un simple fondu enchaîné.
Aux débuts du cinéma, ce genre rêvé était nommé en anglais vision, et afin que l’on comprenne de quoi il retournait, un leader (un intertitre en français, ou "carton") se devait de prévenir les spectateurs que le personnage était en état de divagation intellectuelle quand ce n’était pas évident. Un autre moyen, proposé par le premier manuel de formation à l’écriture audiovisuelle, The Technique of the Photoplay, (1911), est de faire apparaître la vision dans une partie de l’image qui représente le rêveur éveillé, par surimpression directe ou par un cache fixe. Dans l’exemple donné par le manuel, Harry est amoureux de Jane dont il ne peut effacer le souvenir. Il commence par l’imaginer en face de lui, elle semble émerger du décor par un fondu enchaîné, puis l’image s’estompe également en fondu enchaîné ; Harry « réalise en soupirant de déception qu’il ne s’agit que d’un assoupissement en pleine journée. » Il se met alors à penser à elle en toute conscience. « Cette fois, l’image de Jane apparaît, mais elle n’est pas aussi large qu’avant, elle ne fait qu’un peu moins du quart du cadrage. Dans ce cas, c’est une vision. La vision diffère du plan compris entre deux fondus enchaînés en ce qu’elle est bien distincte de la scène, alors que le songe n’apparaît qu’à l’occasion de fondus enchaînés. »
Le fondu enchaîné, qui peut être vu comme une surimpression passagère, est parfois utilisé comme un moyen visuel pour relier symboliquement des plans se déroulant dans des lieux différents. Dans le film de Jean Vigo, L’Atalante, Jean est marinier et exploite une péniche tandis que Juliette fugue et découvre Paris. Bien que fâchés, les deux jeunes gens restent amoureux l’un de l’autre. « Une superbe séquence montre alors Juliette dans sa chambrette et Jean dans sa couchette, l’un et l’autre n’arrivant pas à trouver le sommeil, qui tournent et se retournent sur leur drap. Les plans alternés des deux personnages sont reliés par des fondus enchaînés et leurs corps semblent se mêler en surimpression dans une scène d’amour à distance, par télépathie… L’érotisme très pur de cette séquence est remarquable. » Le fondu enchaîné peut en effet relier deux idées proches, tandis que la fermeture au noir ou au blanc (accompagnée éventuellement d'une ouverture) marquera plutôt une séparation. Ainsi dans la série Desperate Housewives, après chaque résumé des péripéties précédentes, qui démarre chaque épisode, un fondu de fermeture au blanc, suivi de son contraire, un fondu d’ouverture au blanc, fait la liaison entre le chapeau de l’épisode et le développement de l’épisode même. C’est une liaison temporelle, une épanadiplose narrative, puisque le résumé concerne les épisodes déjà vus, et fait donc partie du passé, tandis que la suite est bien sûr le futur à découvrir dans le présent épisode.